# Xysticus dali
Xysticus dali is een spinnensoort uit de familie van de krabspinnen (Thomisidae).
De wetenschappelijke naam van de soort werd in 2008 gepubliceerd door Z.X. Li & Z.Z. Yang.